# Флаг Шумихинского района

Флаг муниципального образования Шумихинский район Курганской области Российской Федерации — опознавательно-правовой знак, служащий официальным символом муниципального образования.
Флаг утверждён решением Шумихинской районной Думы от 17 октября 2013 года № 187.

## Описание
Флаг района представляет собой прямоугольное двухстороннее полотнище жёлтого цвета с отношением ширины к длине 2:3, в центре которого голубым, зеленым и черным цветом изображены фигуры из герба Шумихинского района: зелёный стебель рогоза с таковыми же листьями и черным початком, положенный поверх лазоревого лёта и сопровожденный во главе по сторонам колоколами того же цвета.

## Обоснование символики
Районный центр Шумиха — третий по величине город в Курганской области. Своим появлением Шумиха обязана строившейся в 90-х годах XIX-го столетия Западно-Сибирской железной дороге, на которой было определено место для новой железнодорожной станции. Так в 1892 году появился пристанционный поселок. Своё название станция получила, как утверждают старожилы, от камыша, шумевшего на здешних болотах, особенно осенью.
Символика герба Шумихинского района многозначна: 
- крылья (геральдическая фигура «лёт») — символ многих видов транспорта. Связано это с тройками лошадей, которых образно называли «птица тройка» за быстроту и красоту их бега. Распахнутые крылья составляют эмблему автотранспорта и железнодорожного транспорта (соединенные с автомобильным или железнодорожным колесом). В гербе района лёт символизирует все предприятия района, обеспечивающие перевозку пассажиров и грузов;
- два колокола — символ железнодорожной станции, давшей начало развитию поселка Шумиха. Ранее отправление и прибытие поездов сигнализировалось звуком пристанционного колокола. Символика колокол многогранна - символ оповещения, собирания, единоверия, символ тревоги и внимания;
- рогоз — полугласный символ названия поселка и района (согласно мнениям старожилов), что аллегорически символизирует связь между прошлым и настоящим. Черный цвет початка - аллегорически отражает ООО «Шумихинское машиностроительное предприятие» производящее нефтегазовое оборудование (нефть — «чёрное золото»);
- золотое поле герба — подобно золотому полю созревшего хлеба символизирует сельскохозяйственную направленность деятельности района.

Золото — символ высшей ценности, величия, богатства, урожая.
Зелёный цвет символизирует весну, здоровье, природу, молодость и надежду.
Лазурь — символизирует главную реку района Миасс и многочисленные озера на территории района. Лазурь также символ возвышенных устремлений, искренности, преданности, возрождения.
Чёрный цвет символизирует благоразумие, мудрость, скромность, честность. 